# Buteo socotraensis
Buteo socotraensis là một loài chim trong họ Accipitridae.